# Tatarevo, Haskovo
Tatarevo (în bulgară Татарево) este un sat în Obștina Mineralni Bani, Regiunea Haskovo, Bulgaria.

## Demografie
Componența etnică a satului Tatarevo
     Turci (17,68%)
     Bulgari (43,4%)
     Romi (37,29%)
     Nicio identificare (1,6%)
La recensământul din 2011, populația satului Tatarevo era de 311 locuitori. Nu există o etnie majoritară, locuitorii fiind bulgari (43,4%), romi (37,29%) și turci (17,68%). Pentru 1,6% din locuitori nu este cunoscută apartenența etnică.